# Maison Dlauchy
La Maison Dlauchy (en hongrois : Dlauchy-ház) est un édifice situé dans le 7e arrondissement de Budapest.